# Lista das maiores empresas do Reino Unido
Este artigo lista as maiores empresas do Reino Unido em termos de receita, lucro líquido e ativos totais, de acordo com as revistas norte-americanas de negócios Fortune e Forbes.

## ListaFortunede 2020
Esta lista exibe todas as 22 empresas britânicas na Fortune Global 500, que classifica as maiores empresas do mundo por receita anual. Os números abaixo são dados em milhões de dólares americanos e são para o ano fiscal de 2019. Também estão listados a localização da sede, o lucro líquido, o número de funcionários em todo o mundo e setor da indústria de cada empresa.
| Classificação | Classificação na Fortune 500 | Nome                         | Setor             | Receita (milhões de dólares) | Lucro (milhões de dólares) | Funcionários | Sede               |
| ------------- | ---------------------------- | ---------------------------- | ----------------- | ---------------------------- | -------------------------- | ------------ | ------------------ |
| 1             | 8                            | BP                           | Petróleo e Gás    | 282,616                      | 4,026                      | 72,500       | Londres            |
| 2             | 73                           | HSBC                         | Banco             | 98,673                       | 7,383                      | 235,351      | Londres            |
| 3             | 80                           | Prudential plc               | Seguros           | 93,736                       | 783                        | 18,125       | Londres            |
| 4             | 85                           | Legal & General Group        | Seguros           | 90,615                       | 2,340                      | 8,542        | Londres            |
| 5             | 88                           | Aviva                        | Seguros           | 89,647                       | 3,251                      | 31,181       | Londres            |
| 6             | 103                          | Tesco                        | Varejo            | 82,700                       | 1,240                      | 293,963      | Welwyn Garden City |
| 7             | 170                          | Lloyds Banking Group         | Banco             | 64,297                       | 3,733                      | 63,069       | Londres            |
| 8             | 185                          | Unilever                     | Bens de consumo   | 58,179                       | 6,296                      | 149,867      | Londres            |
| 9             | 228                          | Vodafone                     | Telecomunicações  | 49,960                       | −1,022                     | 95,219       | Newbury            |
| 10            | 280                          | Rio Tinto Group              | Mineração         | 43,165                       | 8,010                      | 46,007       | Londres            |
| 11            | 282                          | GlaxoSmithKline              | Farmacêutica      | 43,073                       | 5,927                      | 99,437       | Londres            |
| 12            | 299                          | M&amp;G                      | Seguros           | 41,076                       | 1,429                      | 8,021        | Londres            |
| 13            | 327                          | Barclays                     | Banco             | 38,337                       | 4,178                      | 80,800       | Londres            |
| 14            | 338                          | Phoenix Group                | Seguros           | 37,215                       | 109                        | 4,417        | Londres            |
| 15            | 344                          | Sainsbury's                  | Varejo            | 36,831                       | 193                        | 111,900      | Londres            |
| 16            | 379                          | British American Tobacco     | Bens de consumo   | 33,021                       | 7,279                      | 59,989       | Londres            |
| 17            | 395                          | Compass Group                | Serviços          | 31,736                       | 1,416                      | 596,452      | Chertsey           |
| 18            | 419                          | Anglo American plc           | Mineração         | 29,870                       | 3,547                      | 63,000       | Londres            |
| 19            | 432                          | BT Group                     | Telecomunicações  | 29,097                       | 2,203                      | 105,300      | Londres            |
| 20            | 440                          | Centrica                     | Utilidade pública | 28,934                       | −1,305                     | 29,147       | Windsor            |
| 21            | 444                          | Linde plc                    | Química           | 28,677                       | 2,285                      | 79,886       | Surrey             |
| 22            | 446                          | International Airlines Group | Empresa aérea     | 28,548                       | 1,920                      | 66,034       | Londres            |

## ListaForbesde 2020
Esta lista é baseada na Forbes Global 2000, que classifica as 2.000 maiores empresas de capital aberto do mundo. A lista da Forbes leva em consideração uma grande quantidade de fatores, incluindo receita, lucro líquido, ativos totais e valor de mercado de cada empresa; cada fator recebe uma classificação ponderada em termos de importância ao considerar a classificação geral. A tabela a seguir também relaciona a localização da sede e o setor da indústria de cada empresa. Os números estão em bilhões de dólares americanos e referem-se ao ano de 2019. As 50 empresas com melhor classificação do Reino Unido estão listadas.
| Classificação | Classificação na Forbes 2000 | Nome                         | Sede                 | Receita (bilhões de dólares) | Lucro (bilhões de dólares) | Ativos (bilhões de dólares) | Valor de mercado (bilhões de dólares) | Setor                  |
| ------------- | ---------------------------- | ---------------------------- | -------------------- | ---------------------------- | -------------------------- | --------------------------- | ------------------------------------- | ---------------------- |
| 1             | 44                           | HSBC                         | Londres              | 67.2                         | 3.8                        | 2,197.8                     | 105.3                                 | Banco                  |
| 2             | 91                           | British American Tobacco     | Londres              | 33.0                         | 7.3                        | 186.8                       | 88.8                                  | Consumer goods         |
| 3             | 97                           | GlaxoSmithKline              | Londres              | 44.7                         | 6.8                        | 104.6                       | 104.4                                 | Pharmaceuticals        |
| 4             | 114                          | Rio Tinto Group              | Londres              | 43.2                         | 8.0                        | 87.8                        | 175.5                                 | Mining                 |
| 5             | 115                          | Lloyds Banking Group         | Londres              | 64.3                         | 3.1                        | 1,104.7                     | 28.6                                  | Banco                  |
| 6             | 178                          | Linde plc                    | Guildford            | 28.2                         | 2.3                        | 86.6                        | 96.6                                  | Chemicals              |
| 7             | 181                          | Barclays                     | Londres              | 28.8                         | 2.6                        | 1,790.9                     | 23.1                                  | Banco                  |
| 8             | 192                          | Legal & General Group        | Londres              | 85.2                         | 2.3                        | 735.0                       | 15.3                                  | Seguros                |
| 9             | 207                          | Royal Bank of Scotland       | Edinburgo            | 23.5                         | 4.5                        | 957.8                       | 16.8                                  | Banco                  |
| 10            | 213                          | Aviva                        | Londres              | 89.5                         | 3.2                        | 593.1                       | 12.0                                  | Seguros                |
| 11            | 220                          | Prudential plc               | Londres              | 94.5                         | 0.8                        | 440.4                       | 36.9                                  | Seguros                |
| 12            | 232                          | Fiat Chrysler Automobiles    | Londres              | 121.1                        | 3.2                        | 110.1                       | 13.8                                  | Automotive             |
| 13            | 237                          | AstraZeneca                  | Cambridge            | 26.2                         | 1.5                        | 57.2                        | 137.7                                 | Pharmaceuticals        |
| 14            | 253                          | Standard Chartered           | Londres              | 24.7                         | 1.9                        | 720.4                       | 16.2                                  | Finance                |
| 15            | 254                          | Tesco                        | Welwyn Garden City   | 82.7                         | 1.2                        | 66.8                        | 29.0                                  | Varejo                 |
| 16            | 262                          | National Grid plc            | Londres              | 19.0                         | 1.9                        | 81.7                        | 41.3                                  | Utilities              |
| 17            | 273                          | Diageo                       | Londres              | 16.8                         | 3.9                        | 42.0                        | 81.0                                  | Beverages              |
| 18            | 274                          | Anglo American plc           | Londres              | 29.9                         | 3.5                        | 56.2                        | 22.0                                  | Mining                 |
| 19            | 314                          | BT Group                     | Londres              | 29.6                         | 2.8                        | 63.3                        | 14.5                                  | Telecommunication      |
| 20            | 336                          | LyondellBasell Industries    | Londres              | 34.7                         | 3.4                        | 30.4                        | 19.3                                  | Chemicals              |
| 21            | 357                          | BP                           | Londres              | 271.6                        | −3.3                       | 273.9                       | 79.4                                  | Oil and Gas            |
| 22            | 389                          | BAE Systems plc              | Londres, Farnborough | 23.4                         | 1.9                        | 34.5                        | 20.6                                  | Aerospace and defense  |
| 23            | 425                          | Imperial Brands              | Bristol              | 20.5                         | 1.3                        | 41.6                        | 20.0                                  | Consumer goods         |
| 24            | 465                          | Vodafone                     | Newbury              | 49.4                         | −2.5                       | 174.4                       | 37.9                                  | Telecommunication      |
| 25            | 505                          | Compass Group                | Chertsey             | 31.7                         | 1.4                        | 16.4                        | 26.8                                  | Services               |
| 26            | 518                          | M&amp;G                      | Londres              | 41.7                         | 1.4                        | 283.9                       | 4.3                                   | Seguros                |
| 27            | 528                          | CNH Industrial               | Londres              | 28.1                         | 1.4                        | 47.4                        | 8.4                                   | Industrials            |
| 28            | 559                          | RELX                         | Londres              | 10.0                         | 1.9                        | 18.3                        | 43.6                                  | Services               |
| 29            | 574                          | Willis Towers Watson         | Londres              | 9.2                          | 1.1                        | 37.7                        | 23.0                                  | Seguros                |
| 30            | 591                          | Associated British Foods     | Londres              | 20.3                         | 0.9                        | 20.5                        | 18.9                                  | Varejo                 |
| 31            | 610                          | Coca-Cola European Partners  | Londres              | 13.4                         | 1.2                        | 21.0                        | 18.1                                  | Beverages              |
| 32            | 624                          | International Airlines Group | Londres              | 28.6                         | 1.9                        | 40.0                        | 5.6                                   | Airline                |
| 33            | 636                          | SSE plc                      | Perth                | 9.0                          | 1.6                        | 25.8                        | 16.3                                  | Energy                 |
| 34            | 650                          | Reckitt Benckiser            | Slough               | 16.4                         | −4.7                       | 42.6                        | 59.4                                  | Consumer goods         |
| 35            | 665                          | WPP plc                      | Londres              | 16.9                         | 0.7                        | 41.5                        | 9.5                                   | Advertising            |
| 36            | 670                          | Londres Stock Exchange       | Londres              | 3.0                          | 0.5                        | 1,064.6                     | 33.0                                  | Finance                |
| 37            | 712                          | Ferguson plc                 | Wokingham            | 22.1                         | 1.0                        | 12.6                        | 16.1                                  | Construction materials |
| 38            | 826                          | Phoenix Group                | Londres              | 37.1                         | 0.08                       | 311.6                       | 5.5                                   | Seguros                |
| 39            | 880                          | Liberty Global               | Londres              | 11.5                         | −0.8                       | 49.0                        | 12.3                                  | Telecommunication      |
| 40            | 889                          | St. James's Place plc        | Cirencester          | 21.1                         | 0.2                        | 155.3                       | 5.7                                   | Seguros                |
| 41            | 920                          | Rolls-Royce Holdings         | Londres              | 21.2                         | −1.7                       | 42.7                        | 8.0                                   | Aerospace and defense  |
| 42            | 985                          | IHS Markit                   | Londres              | 4.4                          | 0.9                        | 16.4                        | 26.8                                  | Services               |
| 43            | 992                          | Amcor                        | Warmley              | 11.1                         | 0.4                        | 16.8                        | 14.4                                  | Packaging materials    |
| 44            | 1058                         | Sainsbury's                  | Londres              | 37.0                         | 0.2                        | 35.7                        | 5.5                                   | Varejo                 |
| 45            | 1065                         | Ashtead Group                | Londres              | 6.4                          | 1.0                        | 13.4                        | 12.3                                  | Services               |
| 46            | 1104                         | Mylan                        | Hatfield             | 11.5                         | 0.02                       | 31.3                        | 8.7                                   | Pharmaceuticals        |
| 47            | 1107                         | Investec                     | Londres              | 5.8                          | 0.6                        | 73.6                        | 2.0                                   | Finance                |
| 48            | 1188                         | Schroders                    | Londres              | 3.3                          | 0.6                        | 28.2                        | 9.2                                   | Finance                |
| 49            | 1189                         | Mondi                        | Surrey               | 8.1                          | 0.9                        | 9.6                         | 8.6                                   | Paper products         |
| 50            | 1191                         | Quilter plc                  | Londres              | 10.0                         | 0.05                       | 84.4                        | 2.8                                   | Finance                |